# Pădurea Luzanov
Pădurea Luzanov (în ucraineană Лузанівський ліс, transliterat: Luzanovkîi lis) este o rezervație peisagistică de importanță locală din raionul Odesa, regiunea Odesa (Ucraina), situată lângă satele Krîjanivka și Fontanka. Este administrată de întreprinderea de stat „Silvicultura Odesa”.
Suprafața ariei protejate constituie 117 hectare, fiind creată în anul 2008 prin decizia comitetului executiv regional.